# Андреа Дек
Андреа Дек (англ. Andrea Deck; нар. 5 лютого 1994, Гросс-Пойнт, США) — американська акторка кіно, телебачення і театру.

## Життєпис
Андреа Дек народилася 5 лютого 1994 року і виросла в Гросс-Пойнті, штат Мічиган.
У віці 15 років вона почала відвідувати літній табір Центру мистецтв «Interlochen Center for the Arts», поки не закінчила Південну середню школу Гросс-Пойнт у віці 18 років. Згодом вона переїхала до Лондона, щоб навчатися в Лондонській академії музики і драматичного мистецтва, яку закінчила зі ступенем бакалавра з відзнакою за спеціальністю «професійна акторська майстерність».
У Андреа цукровий діабет 1-го типу, вона веде канал на YouTube та акаунт в Instagram, де розповідає про те, як бореться з цим захворюванням
.

## Фільмографія

### Кіно
| Рік  | Українська назва           | Оригінальна назва           | Роль            |
| ---- | -------------------------- | --------------------------- | --------------- |
| 2009 |                            | In love With a Nun          |                 |
| 2012 | Знедолені                  | Les Misérables              |                 |
| 2013 | Радник                     | The Counselor               |                 |
| 2013 | Паганіні: скрипаль диявола | The Devil's Violinist       | Шарлотта Ватсон |
| 2014 | Містер Селфрідж            | Mr Selfridge                |                 |
| 2014 | Коханці                    | The Lovers                  |                 |
| 2016 |                            | Creditors                   |                 |
| 2016 | Корона                     | The Crown                   |                 |
| 2017 |                            | Instrument of War           |                 |
| 2020 | Батьківщина                | Homeland                    |                 |
| 2022 | Все те незриме світло      | All the Light We Cannot See |                 |

### Продюсування
| Рік  | Українська назва | Оригінальна назва |
| ---- | ---------------- | ----------------- |
| 2016 | Кредитори        | Creditors         |

### Озвучування
| Рік  | Українська назва                   | Оригінальна назва                | Роль                                                                               |
| ---- | ---------------------------------- | -------------------------------- | ---------------------------------------------------------------------------------- |
| 2013 |                                    | Strike Suit Zero                 | Грейс Рейнольдс, головна роль                                                      |
| 2014 |                                    | Alien: Isolation                 | Аманда Ріплі, головна роль                                                         |
| 2014 |                                    | The Price of Salt                | Тереза Белівет, головна роль                                                       |
| 2014 |                                    | Strike Suit Zero: Director's Cut | Грейс Рейнольдс, головна роль                                                      |
| 2015 | SOMA                               | SOMA                             | Сара Ліндволл                                                                      |
| 2015 | Star Wars Battlefront              |                                  |                                                                                    |
| 2016 |                                    | Alien: Out of the Shadows        | Касьянов                                                                           |
| 2016 | Hitman                             |                                  |                                                                                    |
| 2016 | Quantum Break                      |                                  |                                                                                    |
| 2017 |                                    | Batman: Arkham VR                | Марта Вейн                                                                         |
| 2017 | Tom Clancy's Ghost Recon Wildlands |                                  |                                                                                    |
| 2018 |                                    | A Way Out                        | Лінда Карузо                                                                       |
| 2019 |                                    | Alien: Blackout                  | Аманда Ріплі                                                                       |
| 2019 |                                    | Alien: Isolation                 | Аманда та Еллен Ріплі (голос); 7 епізодів (у ролі Аманди), 6 та 7 серії (як Еллен) |